# Orthobula tibenensis
Orthobula tibenensis là một loài nhện trong họ Phrurolithidae.
Loài này thuộc chi Orthobula. Orthobula tibenensis được Hsen Hsu Hu miêu tả năm 2001.